# 食雕
食雕為食品雕刻的簡稱，於中國烹飪文化中佔有一席之地，歷史亦相當悠久。最早可追溯至先秦時期的蛋雕，至漢魏時期酥油雕出現，唐宋時則出現菜雕，明清則以揚州西瓜雕最為知名。
除了中國，在亞洲國家如日本亦相當盛行，日語「剥き物」指的便是食雕。歐洲、其他亞洲國家則更講究果雕（Fruit carving）。
食雕技法繁多，如整雕、浮雕、鏤空雕、組合雕等，將各種食材雕刻成花鳥蟲魚、飛禽走獸、樓亭閣宇、吉祥人物等，花樣無窮。